# Gipperträsket
Gipperträsket är en sjö i Sorsele kommun i Lappland och ingår i Umeälvens huvudavrinningsområde. Sjön har en area på 0,285 kvadratkilometer och ligger 433,3 meter över havet. Gipperträsket ligger i Vindelälven Natura 2000-område. Sjön avvattnas av vattendraget Lolokbäcken.

## Delavrinningsområde
Gipperträsket ingår i det delavrinningsområde (728097-156279) som SMHI kallar för Ovan Lolokbäcken. Medelhöjden är 443 meter över havet och ytan är 39,92 kvadratkilometer. Det finns inga avrinningsområden uppströms utan avrinningsområdet är högsta punkten. Lolokbäcken som avvattnar avrinningsområdet har biflödesordning 3, vilket innebär att vattnet flödar genom totalt 3 vattendrag innan det når havet efter 355 kilometer. Avrinningsområdet består mestadels av skog (93 procent). Avrinningsområdet har 0,45 kvadratkilometer vattenytor vilket ger det en sjöprocent på 1,1 procent.